# Fred Haise

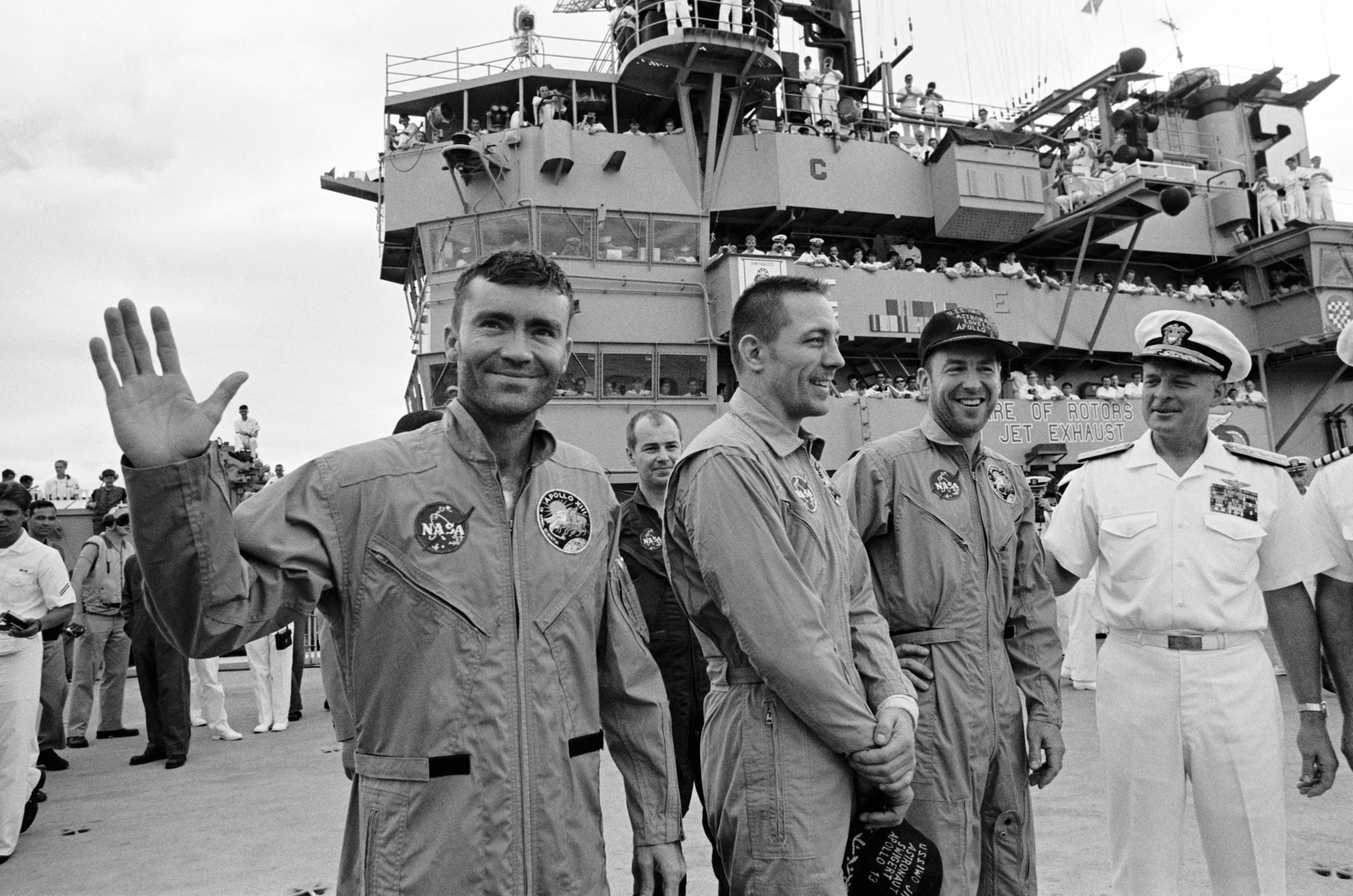
Załoga Apollo 13 na pokładzie USS „Iwo Jima” po szczęśliwym powrocie na Ziemię. Od lewej: Fred Haise, John Swigert i James Lovell

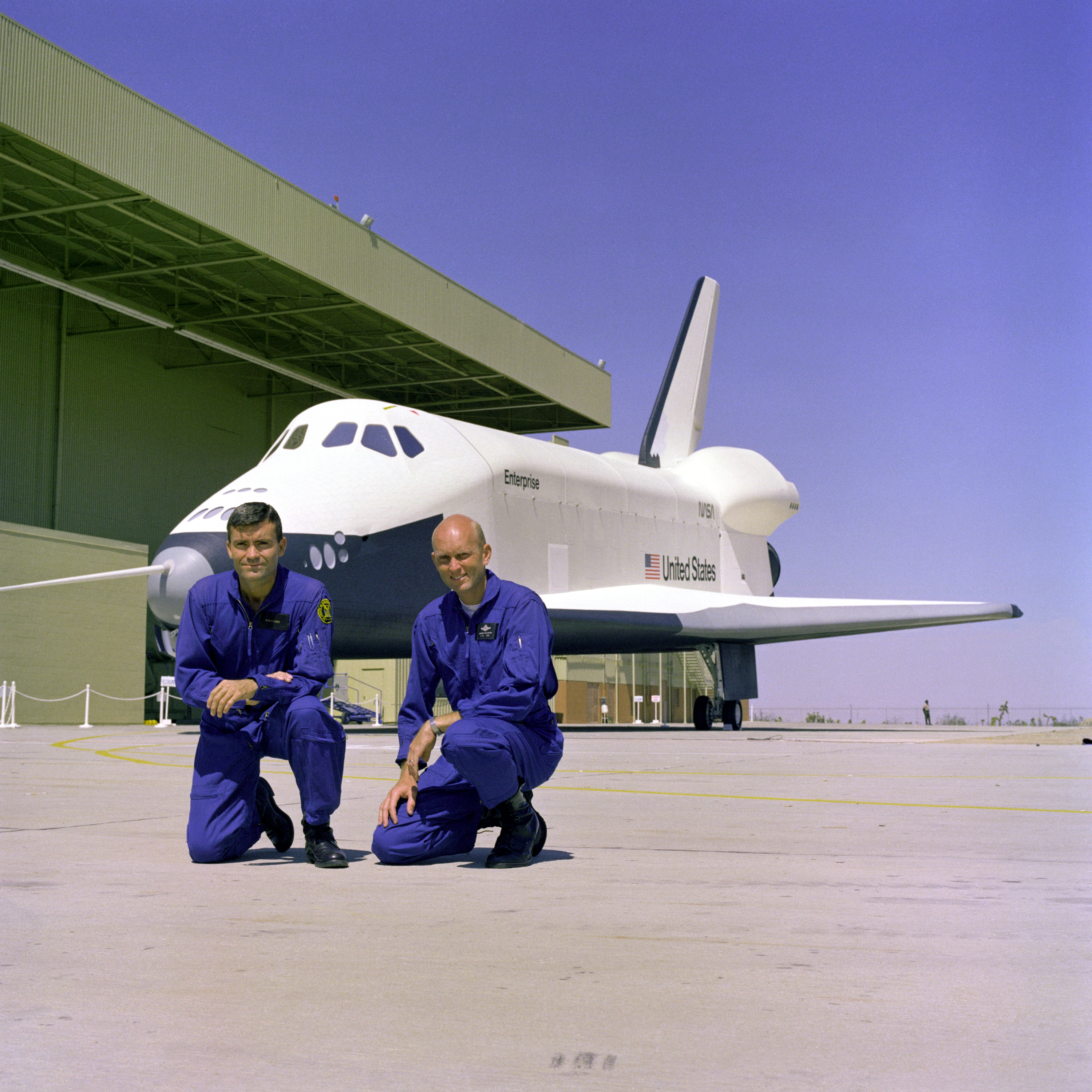
Fred Haise i Charles Fullerton podczas testów wahadłowca Enterprise

Fred Wallace Haise, Jr. (ur. 14 listopada 1933 w Biloxi) – amerykański pilot wojskowy i astronauta.

## Wykształcenie i służba wojskowa
Szkołę średnią (Biloxi High School) ukończył w Biloxi w stanie Missisipi.
- 1952 – po dwóch latach nauki ukończył Perkinston Junior College.
- 1952 – rozpoczął służbę wojskową od szkolenia lotniczego w bazie lotniczej Pensacola na Florydzie.
  - W bazie lotniczej Kingsville w Teksasie był instruktorem taktyki oraz lotów w trudnych warunkach atmosferycznych.
- 1954–1956 – służył jako pilot myśliwców w 114 i 553 eskadrze Korpusu Piechoty Morskiej w bazie lotniczej Cherry Point w Karolinie Północnej.
- 1957–1959 – równolegle ze studiami na University of Oklahoma służył w 185 eskadrze myśliwców przechwytujących (185th Fighter Interceptor Squadron) w korpusie lotniczym Gwardii Narodowej stanu Oklahoma (Oklahoma Air National Guard).
- 1959 – ukończył stanowy Uniwersytet Oklahomy, uzyskując licencjat z inżynierii lotniczej.
- 1961–1962 – w bazie lotniczej Mansfield był dowódcą i pilotem 164 eskadry myśliwców taktycznych (164th Tactical Fighter Squadron) korpusu lotniczego Gwardii Narodowej stanu Ohio (Ohio Air National Guard).
- 1964 – ukończył Szkołę Pilotów Doświadczalnych Aeronautyki (Aerospace Research Pilot School) w bazie lotniczej Edwards w Kalifornii
- 1972 – ukończył studia podyplomowe w Harvard Business School.

Jako pilot wylatał ponad 9300 godzin, z czego 6200 na samolotach z napędem odrzutowym.

## Kariera astronauty
- 1959 – marzec 1963 – był pilotem doświadczalnym NASA w Lewis Research Center.
- 1963–1966 – pracował jako pilot doświadczalny NASA w Flight Research Center w bazie lotniczej Edwards.
- 4 kwietnia 1966 – zakwalifikował się do piątej grupy astronautów NASA (NASA 5(inne języki)).
  - Był w załodze wspomagającej podczas misji Apollo 9, a później został przeniesiony do załogi rezerwowej statku Apollo 8 w miejsce Jamesa Lovella, który otrzymał przydział do załogi podstawowej.
- 1969 – został dublerem pilota modułu księżycowego (Edwina Aldrina) w ramach misji Apollo 11. Otrzymał również przydział do podstawowej załogi Apollo 13.
- 11–17 kwietnia 1970 – uczestniczył w locie kosmicznym Apollo 13.
- Później został wyznaczony dowódcą załogi rezerwowej misji Apollo 16 oraz dowódcą załogi podstawowej lotu Apollo 19, który jednak został skreślony z programu Apollo z powodu cięć budżetowych.
- 1973–1976 – był asystentem technicznym dyrektora programu Space Shuttle.
- 24 lutego 1976 – został dowódcą jednej z dwóch dwuosobowych załóg, które od czerwca do października 1977 miały przeprowadzać próby podejścia i lądowania (Approach and Landing Test – ALT) wahadłowca Enterprise.
- 12 sierpnia 1977 – Fred Haise i Charles Gordon Fullerton wykonali pierwszy samodzielny lot wahadłowca Enterprise w atmosferze ziemskiej. Pojazd został oddzielony od Boeinga 747 na wysokości ponad 7500 m i wylądował bezpiecznie na Ziemi. Później obaj wykonali jeszcze dwie takie próby.
- 17 marca 1978 – został dowódcą trzeciego doświadczalnego lotu wahadłowca (Orbital Flight Test-3), którego zadaniem miało być dostarczenie na stację kosmiczną Skylab dodatkowych silników. Przy ich pomocy planowano podwyższyć orbitę stacji kosmicznej. Lot jednak nie odbył się, ponieważ Skylab szybciej niż zakładano tracił wysokość i w lipcu 1979 spłonął w atmosferze ziemskiej. Wahadłowce nie były wtedy jeszcze gotowe do eksploatacji.
- Czerwiec 1979 – odszedł z NASA.

### Apollo 13
Statek Apollo 13 wystartował 11 kwietnia 1970. W skład załogi wchodzili: James Lovell – dowódca misji, Jack Swigert – pilot modułu dowodzenia „Odyssey” i Haise – pilot modułu księżycowego „Aquarius”. Celem misji było lądowanie Lovella i Haise'a na Księżycu w okolicy krateru Fra Mauro.
13 kwietnia 1970 w drodze na Księżyc i odległości 328 000 km od Ziemi w module serwisowym Apolla 13 eksplodował zbiornik z tlenem. W Houston usłyszano wówczas pamiętne: „Houston, mamy problem” (Houston, we've had a problem). W rezultacie kolejne lądowanie człowieka na Srebrnym Globie okazało się niemożliwe. Najistotniejszym problemem stało się bezpieczne sprowadzenie załogi na Ziemię. Astronauci, wykorzystując moduł księżycowy i jego zapasy powietrza oraz akumulatory, okrążyli Księżyc i skierowali statek w kierunku Ziemi. Po licznych perypetiach 17 kwietnia pomyślnie wodowali na Oceanie Spokojnym. Była to prawdopodobnie najtrudniejsza misja w historii lotów załogowych zarówno dla załogi, jak i Centrum Kontroli Lotów.
Załoga Apollo 13 wciąż zachowuje rekord największej odległości od Ziemi (400 171 km), na jaką oddalili się astronauci w statku kosmicznym.

## Po opuszczeniu NASA
- 1979–1996 – pracował w firmie Grumman Aerospace Corporation. Początkowo był wiceprezesem ds. programów kosmicznych. Później został prezesem Serwisu Technicznego Grummana (Grumman Technical Services) w Titusville na Florydzie oraz Światowego Serwisu Statków Powietrznych Northrop (Northrop Worldwide Aircraft Services) w Lawton w Oklahomie.

## Odznaczenia i nagrody
- National Defense Service Medal – dwukrotnie
- Air Force Longevity Service Award
- Prezydencki Medal Wolności (1970)
- NASA Distinguished Service Medal (1970)
- AIAA Haley Astronautics Award (1971)
- NASA Exceptional Service Medal (1978)
- JSC Special Achievement Award (1978)
- Armed Forces Reserve Medal
- Universal Astronaut Insignia za lot orbitalny (nr 46) – Stowarzyszenie Uczestników Lotów Kosmicznych (Association of Space Explorers(inne języki))[1]

## Dane lotu
| Lot kosmiczny, w którym uczestniczył Fred W. Haise                        | Lot kosmiczny, w którym uczestniczył Fred W. Haise | Lot kosmiczny, w którym uczestniczył Fred W. Haise | Lot kosmiczny, w którym uczestniczył Fred W. Haise | Lot kosmiczny, w którym uczestniczył Fred W. Haise | Lot kosmiczny, w którym uczestniczył Fred W. Haise |
| Data startu                                                               | Data lądowania                                     | Statek kosmiczny                                   | Funkcja                                            | Czas trwania                                       |                                                    |
| ------------------------------------------------------------------------- | -------------------------------------------------- | -------------------------------------------------- | -------------------------------------------------- | -------------------------------------------------- | -------------------------------------------------- |
| 11 kwietnia 1970                                                          | 17 kwietnia 1970                                   | Apollo 13                                          | Pilot modułu księżycowego                          | 5 dni 22 godziny 54 minuty i 41 sekund             |                                                    |
| Łączny czas spędzony w kosmosie — 5 dni 22 godziny 54 minuty i 41 sekundy |                                                    |                                                    |                                                    |                                                    |                                                    |